# Graublättriger Schwefelkopf
Der Graublättrige oder Rauchblättrige Schwefelkopf (Hypholoma capnoides), auch  Honigköpfchen, ist eine Pilzart aus der Familie der Träuschlingsverwandten. Er wächst meist auf Nadelholz.

## Merkmale

### Makroskopische Merkmale
Der Hut ist zunächst gewölbt, später abgeflacht, kann aber manchmal leicht gebuckelt sein. Er ist blassgelb, bald gelbbraun gefärbt. Die Mitte ist fuchsig-rötlich bis fuchsig-bräunlich gefärbt. Die Oberfläche ist glatt. Der Hut erreicht einen Durchmesser zwischen zwei und acht, manchmal zehn Zentimetern. Am Rand befinden sich dünne, vergängliche Schleierreste. Sie sind erst weiß, später dunkelbraun gefärbt. Der Hutrand ist ungerieft.
Die Lamellen sind erst blass, dann aschgrau und im Alter grauviolett gefärbt; grüne Farbtöne fehlen. Sie sind am Stiel angeheftet bis angewachsen, stehen fast gedrängt und sind mit kürzeren Zwischenlamellen untermischt.
Der Stiel ist im oberen Teil weißlich oder hellgelblich getönt, nach unten hin geht die Farbe in gelbbraun bis rostbraun über. Er wird fünf bis acht Zentimeter lang und drei bis sieben, oder auch bis zu 15 Millimeter breit. Der Stiel ist hohl und aufgrund des büscheligen Wachstums mehr oder weniger verbogen. Bei jungen Fruchtkörpern kann durch Velumreste eine angedeutete Ringzone entstehen.
Das dünne Fleisch ist weich, weißlich und besitzt einen angenehmen Geruch. Es schmeckt mild und nicht bitter. Das Sporenpulver ist dunkel violettbraun.

### Mikroskopische Merkmale
Die Sporen sind länglich-ellipsoid und messen 7 bis 9 × 4 bis 5 Mikrometer. Sie sind dickwandig und weisen eine glatte Oberfläche auf. Sie besitzen einen deutlichen Keimporus. Chrysozystiden sind im Hymenium häufig vorhanden. Sie sind kurz und mehr oder weniger flaschenförmig.

## Artabgrenzung
Ähnlichkeit besitzen weitere Schwefelköpfe (Hypholoma), vor allem der Grünblättrige (Hypholoma faciculare) und der Ziegelrote Schwefelkopf (Hypholoma lateritium). Ersterer besitzt grünliche Töne in den Lamellen und schmeckt bitter. Sterile Fruchtkörper dieser Art haben leuchtend gelbe Lamellen, während sie beim Graublättrigen Schwefelkopf fast farblos sind. Der Ziegelrote Schwefelkopf weist intensivere ziegelrote Huttöne auf, ist kräftiger im Wuchs und ebenfalls etwas bitter. Er besiedelt zudem meist Laubholz.

## Ökologie und Phänologie
Der Graublättrige Schwefelkopf wächst in fast allen Waldgesellschaften, wobei er am häufigsten in Buchen- und Buchen-Tannen- sowie in Fichtenwäldern vorkommt. Er lebt als Saprobiont auf morschen Stümpfen und Wurzeln; seltener ist der Pilz auch an liegenden Stämmen zu finden. Die Art besiedelt dabei fast ausschließlich Nadelholz, besonders Fichten, manchmal auch Kiefern und Weißtanne. Selten wächst sie auch auf Laubholz wie Rotbuche. Eine Ausnahme bildet Nordskandinavien, wo er häufiger auch an Birken vorkommt.
Die Fruchtkörper sind in dichten Büscheln vorrangig von September bis November zu finden. Bei geeigneter Witterung sind sie ganzjährig anzutreffen, ein wenig häufiger auch um den April.

## Verbreitung
Der Graublättrige Schwefelkopf ist in der Holarktis verbreitet. Durch den Menschen wurde er auch in Venezuela eingeschleppt.
Die Art ist auf der nördlichen Hemisphäre in Nordamerika (Vereinigte Staaten), Europa und Nordasien (Kaukasus) anzutreffen. In Europa reicht das Gebiet von Großbritannien, den Benelux-Ländern und Frankreich im Westen bis Estland, Belarus und zur Ukraine im Osten sowie von Island und Fennoskandinavien im Norden bis Spanien, Korsika, Sardinien, Italien und Rumänien im Süden. In Deutschland ist die Art gemein.

## Bedeutung
Der Graublättrige Schwefelkopf ist essbar. Die Hüte eignen sich gut zum Trocknen und zur weiteren Verwendung als Würze. 